# فرودگاه میوتو
فرودگاه میوتو (به انگلیسی: Myoto Airport) یک فرودگاه همگانی است . این فرودگاه در شهر میوتو کشور چاد قرار دارد .